# Grammow
Grammow – gmina w Niemczech,  w kraju związkowym Meklemburgia-Pomorze Przednie, w powiecie v, wchodząca w skład urzędu Tessin.